# Nekoosa, Wisconsin
Nekoosa là một thành phố thuộc quận Wood, tiểu bang Wisconsin, Hoa Kỳ. Năm 2000, dân số của thành phố này là 2590 người.